# Pappa e ciccia
Pappa e ciccia è un film italiano del 1983 diretto da Neri Parenti con Lino Banfi e Paolo Villaggio.

## Trama

### Primo episodio
Nicola Calore è un imbianchino pugliese emigrato in cerca di fortuna in Svizzera, dove però è finito a fare lo stesso mestiere che faceva in Italia. Quando riceve una lettera che lo informa di una prossima visita della nipote Rosina, Nicola è fortemente imbarazzato in quanto aveva sempre dato a intendere ai parenti della Puglia di essere diventato ricchissimo, così, per non farsi scoprire, Nicola, con l'aiuto di alcuni amici connazionali emigrati come lui, è costretto ad allestire una messa in scena per non far capire la verità alla nipote.
Per di più le cose si complicano in quanto Rosina non è la bambina bruttina che lo zio ricordava, ma una bellissima bionda ventenne. Lo zio le fa credere che la villa dove lavora è la sua, ma in cui non si può entrare a causa dei lavori in corso. Una serie di equivoci lo porterà a spacciare per sua l'abitazione del finanziere svizzero Schmidt; dopo essere sfuggito ad una terrificante infermiera tedesca, Nicola finirà per acquistare senza volerlo vari titoli azionari che stavano crollando a picco: proprio questi, però, alla fine gli daranno la tanto sognata ricchezza.

### Secondo episodio
Paolo, un modesto geometra, dopo un anno e mezzo d'attesa, vede finalmente pubblicata la lettera inviata al direttore del Corriere della Sera in cui ripercorre le peripezie capitategli durante il soggiorno ad un villaggio vacanze in Kenya. Partito con un collega, il pittoresco perito Guido Colzi, era stato inizialmente vittima di un terrificante viaggio su una carretta dei cieli guidata dal maldestro capitano Tombale e una maleducatissima e aggressiva hostess di volo; poi, arrivato fortunatamente alla meta, si era trovato coinvolto in varie disavventure che lo portarono a fuggire su una zattera da quel luogo di pace apparente.

## Produzione
Nell'episodio con Villaggio, Banfi fa una piccola parte come capitano dell'aereo; in quello con Banfi, è Villaggio ad interpretare in un cameo una infermiera nazista tedesca (con tanto di fascia con la svastica al braccio).

## Curiosità
- Il regista Neri Parenti, come d'abitudine nei suoi film, fa un piccolo cameo nel secondo episodio con Villaggio, nel ruolo di un turista del villaggio vacanze.
- Il secondo episodio che vede Villaggio protagonista è tratto da un capitolo del libro Fantozzi contro tutti, scritto dallo stesso Villaggio; il libro però vede come protagonista non l'anonimo geometra ma il celeberrimo ragionier Ugo Fantozzi.
- L'aereo sul quale si imbarcano Villaggio e Pippo Santonastaso non è un Savoia-Marchetti come viene narrato nel film, bensì un Convair CV-440. L'episodio dell'aereo è tratto da un capitolo del libro Fantozzi.
- Alcune scene dell'aereo, come quella di coprire i buchi nel pavimento con dei giornali, hanno avuto un rifacimento in Le comiche 2 (1991), sempre di Neri Parenti, con protagonista lo stesso Villaggio e Renato Pozzetto.
- Il figlio di Paolo Villaggio, Pierfrancesco Villaggio è nei titoli di coda come aiuto segretario di produzione
- La figlia di Lino Banfi,  Rosanna Zagaria è nei titoli di coda come aiuto costumista